# Bombus deuteronymus
Bombus deuteronymus är en biart som beskrevs av Schulz 1906. Den ingår i släktet humlor och familjen långtungebin.

## Beskrivning
Arten har brungul behåring på huvud och mellankropp. Mitt på mellankroppen finns ett svart område. Bakkroppen är till stor del svart och hårlös, men med brungula hårband längs tergiternas bakkanter. Arten är nästan till förväxling lik den nära släktingen Bombus pseudobaicalensis, som delvis har samma utbredningsområde lokalt i Japan.

## Taxonomi
Taxonomin för denna art är omdiskuterad. Catalogue of Life anger inga underarter, medan andra källor anger följande underarter:
- B. deuteronymus deuteronymus
- B. deuteronymus bureschi[5][6][7]
- B. deuteronymus superequester[5][7]
- B. deuteronymus deuteronymus[3]

## Utbredning
Artens utbredning är fragmenterad. B. deuteronymus deuteronymus förekommer i östra Sibirien, Mongoliet, Ussuris floddal och Japan på Hokkaido, B. deuteronymus bureschi har mycket sällsynt påträffats i Kroatien, Bosnien, Serbien, Bulgarien och Rumänien, medan B. deuteronymus superequester förekommer i Ryssland mellan 53ºN och 59ºN och B. deuteronymus maruhanabachi förekommer mycket begränsat i Japan på Honshu.